# Џалал Абад
Џалал Абад (кирг. Жалал-Абад) град је у Киргистану који је уједно седиште Џалал-Абадске области. Према попису из 2017. године има 109.200 становника.